# تپه عمرمل۲
تپه عمرمل۲ مربوط به عصر آهن - دوره سلجوقیان - دوره ایلخانی است و در شهرستان کرمانشاه، بخش مرکزی، دهستان بالادربند، حاشیه جنوبی روستای عمرپل واقع شده و این اثر در تاریخ ۲۶ اسفند ۱۳۸۷ با شمارهٔ ثبت ۲۵۵۲۷ به‌عنوان یکی از آثار ملی ایران به ثبت رسیده است.